# Daniel Curtis Lee
Daniel Curtis Lee (Clinton, 17 maggio 1991) è un attore e rapper statunitense che ha recitato come co-protagonista nella serie Nickelodeon Ned - Scuola di sopravvivenza, dove interpretava Simon Nelson-Cook detto "Cookie".
Daniel è apparso inoltre nella serie televisiva The First Monday, nel film Friday After Next e nella serie TV The Shield. Dal 2008 al 2012 ha lavorato alla sit-com americana Zeke e Luther nel ruolo di Kojo.
È apparso in due episodi di Buona fortuna Charlie, come fidanzato di Ivy.
È il fratello minore dell'attore Nathaniel Lee.

## Filmografia

### Cinema
- Friday After Next, regia di Marcus Raboy (2002)

### Televisione
- The Shield – serie TV, episodio 2x02 (2003)
- Ned - Scuola di sopravvivenza (Ned's Declassified School Survival Guide) – serie TV (2004-2007)
- Zeke e Luther (Zeke and Luther) – serie TV (2009-2012)
- Buona fortuna Charlie (Good Luck Charlie) – serie TV, episodi 2x03 e 2x08 (2011)
- Glee – serie TV, 4 episodi (2012)
- Crazy Ex-Girlfriend – serie TV, episodio 1x7 (2015)
- 9-1-1 – serie TV, episodi 3x10, 4x08 (2019-2021)
- NCIS - Unità anticrimine (NCIS) – serie TV, episodio 19x10 (2022)
- Dahmer - Mostro: la storia di Jeffrey Dahmer (Dahmer - Monster: The Jeffrey Dahmer Story) – miniserie TV, episodio 1x02 (2022)

### Doppiatore
- I giochi della radura incantata (Pixie Hollow Games), regia di Bradley Raymond – film TV (2011)

## Doppiatori italiani
Nelle versioni in italiano delle opere in cui ha recitato, Daniel Curtis Lee è stato doppiato da:
- Monica Bonetto in Ned - Scuola di sopravvivenza (versione Italia 1)
- Davide Garbolino in Ned - Scuola di sopravvivenza (versione Nickelodeon)
- Luigi Morville in Zeke e Luther
- Francesco Venditti in Glee
- Antonino Saccone in 9-1-1 (ep. 3x10)

## Podcast
- Ned Declassified Podcast Survival Guide - (con Devon Werkheiser e Lindsey Shaw) (2023 - in corso)

## Premi e riconoscimenti
| Anno | Premio             | Categoria                                                                     | Lavoro                        | Risultato   |
| ---- | ------------------ | ----------------------------------------------------------------------------- | ----------------------------- | ----------- |
| 2007 | Young Artist Award | Miglior performance in una serie televisiva - Giovane attore non protagonista | Ned - Scuola di sopravvivenza | Candidato/a |
| 2011 | Young Artist Award | Miglior performance in una serie televisiva - Giovane attore protagonista     | Zeke e Luther                 | Candidato/a |